# Florencia Romano
Florencia Raquel Romano (26 de octubre de 1970, San Miguel del Tucumán) es una árbitra de fútbol argentina. Es considerada como la primera mujer que dirigió un partido de fútbol de una división superior de Argentina. En los años 1996 y 1997 fue conocida por realizar a modo de protesta una huelga de hambre reclamando ser incorporada a la nómina de árbitros del fútbol practicado por hombres de la Asociación del Fútbol Argentino y por elevar una denuncia de discriminación de género laboral hasta el Congreso de la Nación Argentina y la Secretaría de Derechos Humanos del Ministerio del Interior.

## Vida personal
Florencia estudió en su ciudad natal, San Miguel de Tucumán, graduándose de maestra mayor de obras. Además de sus estudios básicos en la escuela, su madre la anotó a la edad de 13 años en una escuela de modelos local; a las pocas clases abandonó, cambiándolo por un curso de árbitro profesional en el Colegio de Árbitros. Se recibió de árbitra en el año 1992, dirigiendo partidos de las divisiones inferiores, y participó además como jugadora de la Liga Tucumana de Fútbol y de la Liga de Fútbol Regional del Sud. Cuando solicitó arbitrar partidos de primera división, el presidente del Colegio de Árbitros, Julio César Gutiérrez, la desaconsejó, por lo que Romano decidió entonces irse a vivir a Buenos Aires, en abril de 1994, para probar suerte con el arbitraje y para estudiar la carrera de arquitectura en la Universidad de Buenos Aires. Con el apoyo del secretario general del Sindicato de Árbitros Deportivos de la República Argentina (SADRA), Florencia se inscribió en los cursos de esa  entidad. En 1996 egresó con el segundo promedio de su promoción.
En octubre de 2001 fue declarada por la FIFA árbitra internacional de fútbol femenino. Meses después, en 2002 se dedicó al boxeo amateur en la categoría peso gallo, debutando en el ring el 23 de febrero de ese año ante Mary Potenza.

## Polémica con la Asociación del Fútbol Argentino
El 27 de agosto de 1996, Florencia Romano envió una carta documento a la Asociación del Fútbol Argentino (AFA), solicitando su incorporación a la nómina de árbitros profesionales. Al no recibir una respuesta, decidió protagonizar una huelga de hambre argumentando discriminación laboral, frente a la sede principal de la AFA en Buenos Aires, como último intento de ser aceptada como árbitra del fútbol practicado por hombres. El presidente de dicha asociación, Julio Grondona salió a responder por entonces manifestando que «No es sensato que una mujer dirija un partido de fútbol». Por sus dichos, el 24 de septiembre de ese año, Grondona fue llamado por las comisiones de Deportes, Derechos Humanos, Legislación del Trabajo y la de Familia, Mujer y Minoridad de la Cámara de Diputados de la Nación Argentina a explicarse frente a las demandas de ella. Luego de finalizar la audiencia, llegando a un acuerdo pacífico, Grondona cambió su opinión alegando que «Florencia va a ser probada como todos los árbitros; todos van a tener la posibilidad. No va a haber inconvenientes y las mujeres podrán arbitrar igual o mejor que los hombres». Mientras que Romano expresó al diario costarricense La Nación: 

«Estoy muy contenta porque (Julio) Grondona fue muy claro ante el Congreso: no habrá discriminación. El dio su palabra ante toda la prensa. (...) Es cierto que en mi caso hubo discriminación, pero ahora me respalda el Congreso de la Nación y me siento segura. Solo me queda demostrar lo que puedo hacer.»
Florencia Romano

## Árbitra de fútbol profesional
Finalmente, el 4 de abril de 1998, tras llegar un acuerdo con el presidente de la Asociación del Fútbol Argentino, Julio Grondona, Florencia Romano pudo dirigir por primera vez un partido oficial de una división superior del fútbol argentino masculino, entre los clubes Victoriano Arenas y Muñiz, de la Primera D. Posteriormente, el 18 de marzo de 2000, integró el equipo de referís junto a otras dos mujeres, Alejandra Cercato y Elvia Maldonado, en el partido de la Primera B entre Atlanta y Argentino de Quilmes. Como árbitra internacional de la FIFA, Romano fue convocada para los campeonatos sudamericanos femeninos de 2003 y 2006 y para la Copa Mundial Femenina de Fútbol de 2003.